# Volksrepublik Bulgarien
Die Volksrepublik Bulgarien (bulgarisch Народна република България; Transkription Narodna republika Bălgarija) war ein von 1946 bis 1990 existierender realsozialistischer Staat in Südosteuropa.

## Geschichte
→ Teil von: Geschichte Bulgariens

### Vorgeschichte und Entstehung
Am 8. September 1944 wurde der erst am 2. September 1944 eingesetzte Ministerpräsident Konstantin Murawiew durch ein Bündnis aus Offizieren, Kommunisten, sozial- und radikaldemokratischen Politikern und Vertretern des linken Flügels des Bauernbundes gestürzt und noch am Tag des Umsturzes dem bisherigen Verbündeten Deutschland der Krieg erklärt. Zeitgleich drang die Rote Armee in Bulgarien ein und besetzte das ganze Land bis zum 9. September 1944. Am 15. September hielt die Rote Armee in Sofia eine Militärparade ab. Bis zum Frühjahr 1945 wurden große Teile der bisherigen politischen, militärischen und intellektuellen Elite des Landes verfolgt und vor Gericht gestellt und insgesamt 2730 Menschen zum Tode und 1305 zu lebenslanger Haft verurteilt.
Im November 1945 kehrte der Vorsitzende der Bulgarischen Kommunistischen Partei (BKP), Georgi Dimitrow aus dem sowjetischen Exil nach Bulgarien zurück. Am 18. November 1945 fanden Parlamentswahlen statt, bei welcher die von der BKP geführte Vaterländische Front offiziell 88,2 % der Stimmen bei einer Wahlbeteiligung von 85,6 % erhielt. Das Frauenwahlrecht war 1945 erst eingeführt worden.
Am 8. September 1946 fand eine Volksabstimmung zur Abschaffung der Monarchie statt, bei welcher sich 95,6 % der Abstimmenden (bei einer Wahlbeteiligung von 91,6 %) gegen die Weiterführung der Monarchie aussprachen.
Am 15. September 1946 wurde die Volksrepublik Bulgarien ausgerufen.
Am 27. Oktober 1946 fand die Wahl zur Verfassunggebenden Versammlung statt, bei welcher die Bulgarische Kommunistische Partei offiziell 53,5 % der Stimmen bei einer Wahlbeteiligung von 92,6 % erhielt.
Am 23. November 1946 entließ der amtierende Präsident, Wassil Kolarow, den Ministerpräsidenten Kimon Georgiew und ernannte Georgi Dimitrow (* 1882) zu seinem Nachfolger. Dimitrow starb am 2. Juli 1949 in einem Sanatorium bei Moskau. Es gab Spekulationen, er sei vergiftet worden. 
Unterstützer dieser These argumentierten, Stalin habe Dimitrovs Idee einer Balkan-Union abgelehnt und eine Balkan-Union (auch angesichts der guten persönlichen Beziehungen zwischen Dmitrov und Tito) befürchtet.

### Volksrepublik
Am 4. Dezember 1947 wurde die Verfassung der Volksrepublik Bulgarien erlassen, welche die Verfassung von Tarnowo ersetzte. In ihr wurde u. a. die Planwirtschaft als Wirtschaftsprinzip festgeschrieben (Der Staat lenkt die staatliche, genossenschaftliche und private Wirtschaftstätigkeit durch den staatlichen Volkswirtschaftsplan.).
Wie in den anderen Ostblockländern erfolgte auch in Bulgarien eine Landreform. Beginnend im Jahr 1944 wurden alle landwirtschaftlichen Betriebe mit einer Fläche von mehr als 20 Hektar enteignet. 1947 wurde die Bulgarische Wertpapierbörse geschlossen.
Nach dem Tod Dimitrows 1949 wurde zunächst Walko Tscherwenkow zur führenden Persönlichkeit von Regierung (Ministerpräsident 1950 bis 1956) und BKP (Generalsekretär des ZK 1949 bis 1954). Im Zuge der Entstalinisierung jedoch durch Todor Schiwkow ersetzt. Dieser wurde am 4. März 1954 Generalsekretär des ZK der BKP, 1962 Ministerpräsident sowie 1971 Staatsratsvorsitzender und damit bis November 1989 die führende Persönlichkeit der Volksrepublik Bulgarien.
1955 wurde Bulgarien Mitglied der UNO und der Warschauer Vertragsorganisation.
Schiwkow überstand im April 1965 einen Putschversuch aus Teilen des Parteiapparats und der Armee. 1968 sprach er sich für eine militärische Niederschlagung des Prager Frühlings aus und gab den Befehl zur Beteiligung bulgarischer Truppen am Einmarsch von Truppen der Warschauer Vertragsorganisation in die ČSSR.
Ab Anfang der 1980er Jahre verstärkten sich die Repressionen gegen die muslimische und die türkische Minderheit Bulgariens. 1986 zwangen bulgarische Behörden letztere zur Annahme slawischer Namen und verbot den Schulunterricht in türkischer Sprache.

#### Reformen
Mit dem Machtantritt Michail Gorbatschows kündigte Bulgarien ebenfalls einen Kurs der Reorganisation des bestehenden sozio-politischen und wirtschaftlichen Systems im Land an. In mehreren Reden konstatierte Todor Schiwkow, dass das bisherige System nicht mehr ausreiche, um die veränderten Wünsche und Bedürfnisse der Gesellschaft zu erfüllen. Daraus abgeleitete praktische Ziele waren eine Verfassungsänderung und der Umbau der bisherigen politischen und wirtschaftlichen Strukturen mit begrenzten marktwirtschaftlichen Elementen und Teilen einer liberalen Demokratie. Alsbald zog Schiwkow infolge von Bedenken aus der UdSSR diese ambitionierten Reformpläne zu großen Teilen zurück.

### Auflösung
Am 24. Oktober 1989 meldete Außenminister Petar Mladenow in einem Brief an die Parteiführung scharfe Bedenken an der Amtsführung des Generalsekretärs des ZK an und forderte erstmals Schiwkows Rücktritt. Infolge dieses Briefes sprachen sich Georgi Atanassow, Dobri Dschurow und weitere Teile der Nomenklatura gegen den Generalsekretär aus. Dabei wurden sie vom sowjetischen Botschafter Wiktor Scharapow unterstützt.
Auf dem Plenum des ZK der BKP am 10. November 1989 wurde Schiwkow von seiner Funktion als Generalsekretär des ZK entbunden. Infolgedessen trat er auch als Staatsratsvorsitzender zurück.
Am 15. Januar 1990 strich die Bulgarische Kommunistische Partei ihren Führungsanspruch aus der Verfassung. Das Ende der sozialistischen Ära wurde 1990 durch freie Wahlen zu einer verfassungsgebenden Volksversammlung eingeleitet. Diese erarbeitete eine reformierte demokratische Verfassung.